# 덩푸팡
덩푸팡(鄧樸方/등박방,1944년 4월 16일)은 덩샤오핑 제5대 중국인민정치협상회의 국가주석의 장남이다. 홍위병의 습격을 피해 투신하다가 장애인이 되었고, 문혁 이후 중국장애인연합회의 회장으로 임명되어 활동하다가 나이가 들어 2008년에 장하이디에 넘기고 명예회장으로 물러났다. 2023년, 명예회장에서도 물러났다.

## 수상
- 일가상